# The Dealers
The Dealers è un album discografico del musicista jazz Mal Waldron pubblicato nel 1964 dalla Status Records, n° cat. 8316.

## Tracce
Lato 1
1. Blue Calypso - 8:56
2. Falling in Love With Love - 11:37

Lato 2
1. Dealin' - 10:00
2. Wheelin' - 10:24

## Formazione
- Mal Waldron — pianoforte
- Bill Hardman — tromba (sul lato 1)
- Jackie McLean — sax contralto (sul lato 2)
- John Coltrane — sax tenore
- Paul Quinichette — sax tenore (sul lato 2)
- Frank Wess — sax tenore e flauto (sul lato 2)
- Julian Euell — contrabbasso (sul lato 1)
- Doug Watkins — contrabbasso (sul lato 2)
- Art Taylor — batteria